# Aubrives
Aubrives (in vallone Arniye) è un comune francese di 901 abitanti situato nel dipartimento delle Ardenne nella regione del Grande Est.

## Società

### Evoluzione demografica
Abitanti censiti